# Gaediopsis ocellaris
Gaediopsis ocellaris là một loài ruồi trong họ Tachinidae.